# Aristides Raimundo Lima
Pour les articles homonymes, voir Lima (homonymie).
Aristides Raimundo Lima, né le 31 décembre 1955 à Sal Rei sur l'île de Boa Vista (Cap-Vert), est un homme politique cap-verdien.
Député de Boa Vista, il est le quatrième président de l'Assemblée nationale du Cap-Vert, après Abílio Duarte, Amilcar Spencer Lopes et António do Espírito Santo Fonseca, et exerce cette fonction de 2001 à 2011, soit pendant deux mandats. Son successeur est Basílio Mosso Ramos.
Dissident du Parti africain pour l'indépendance du Cap-Vert (PAICV), Aristides Lima était candidat à l'élection présidentielle cap-verdienne de 2011. Au premier tour, il s'est classé en troisième position avec 44 648 voix, soit 27,71 % des suffrages.
Il est l'auteur de nombreuses publications, dont :
- 1991 : Reforma política em Cabo Verde
- 2004 : Constituição, democracia e direitos humanos: discursos de representação e outros textos
- 2004 : O recurso constitucional alemão e o recurso de ampara Cabo-Verdiano uma análise comparativa
- 2004 : Estatuto jurídico-constitucional do Chefe de Estado
- 2005 : No Parlamento ao serviço da nação e dos boavistenses, publié en 2005 à Praia (Alfa-Comunicações).